# Otto Prokop

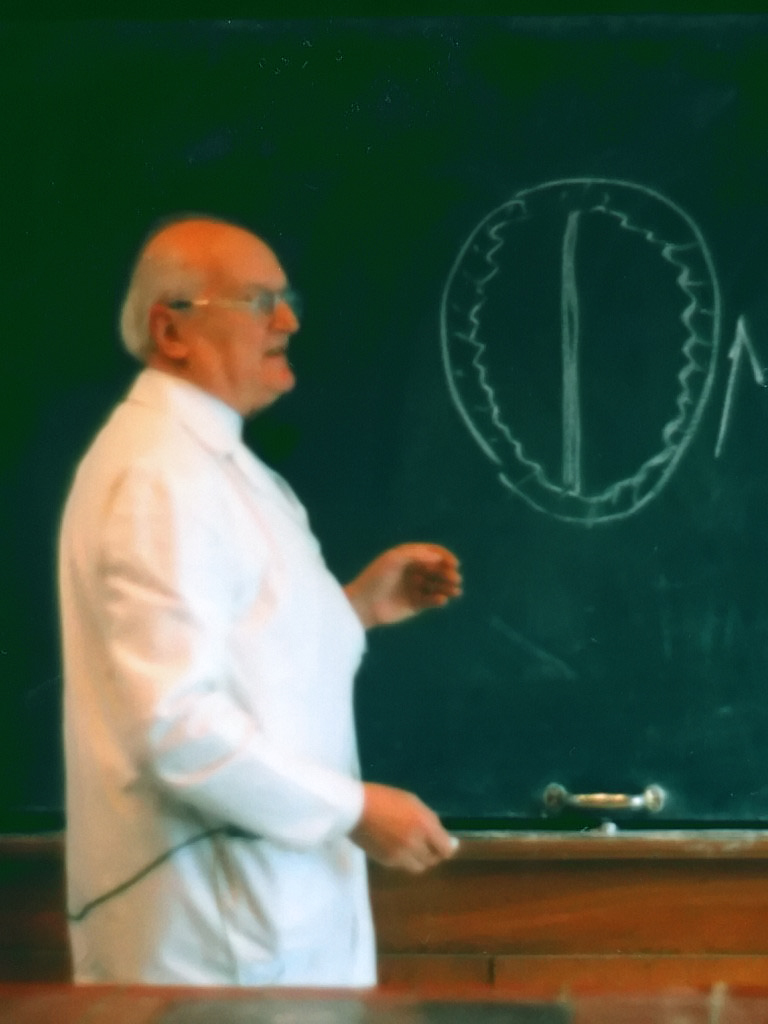
Otto Prokop (1991)

Otto Gerhard Teja Prokop (* 29. September 1921 in St. Pölten; † 20. Januar 2009 in Ottendorf bei Kiel) war ein österreichisch-deutscher Gerichtsmediziner und forensischer Serologe, der einen wichtigen und international beachteten Einfluss auf die forensische Medizin und die Forschungspolitik in der DDR hatte. Ab 1956 wirkte er als Professor an der Humboldt-Universität zu Berlin.

## Leben
Otto Prokop wurde am 29. September 1921 als Sohn des praktischen Arztes Ludwig Prokop (* 11. Juli 1892 in Komotau in Nordböhmen) und dessen Ehefrau Elfrieda Aloisia Prokop, geborene Worbs (* 21. Juni 1899 in Wien-Breitenfeld), in St. Pölten geboren und am 19. Oktober 1921 auf den Namen Otto Gerhard Teja getauft. Seine Eltern hatten am 11. Oktober 1919 in der Domkirche von St. Pölten geheiratet. Der Vater lebte zu dieser Zeit in der Linzer Straße 20 in St. Pölten und davor in der Harmoniegasse 1 in Wien IX. Die Mutter lebte damals direkt neben der Franziskanerkirche in einer Wohnung am Rathausplatz 13 in St. Pölten. Die mit Beschluss des Bezirksgerichts St. Pölten vom 14. März 1929 von Tisch und Bett geschiedene Ehe seiner Eltern wurde mit dem rechtskräftigen Beschluss des Amtsgerichtes St. Pölten vom 13. August 1938 aufgelöst. Der Großvater väterlicherseits war Josef Prokop (1868–1937), den es um die Jahrhundertwende von Böhmen nach St. Pölten verschlagen hatte und der hier zum Stadtbaudirektor ernannt worden war. Als solcher war der Architekt entscheidend am Bau des Elektrizitätswerkes im Hammerpark, dem Reithallenkino, der Daniel-Gran-Volksschule oder dem Straßenbahnbau in St. Pölten beteiligt.
Nach seiner allgemeinen Schulausbildung und der Matura am Staatsgymnasium Salzburg nahm Prokop im Jahr 1940 an der Universität Wien das Medizinstudium auf, musste es aber nach zwei Semestern wegen Einberufung zur Wehrmacht unterbrechen. Nach seiner Entlassung aus US-amerikanischer Gefangenschaft blieb Prokop in Deutschland, setzte sein Studium Ende 1945 in Bonn fort und schloss es 1948 mit dem Staatsexamen ab. Im selben Jahr wurde er mit der Promotionsarbeit Über Mord mit Tierhaaren zum Dr. sc. med. promoviert. Im Jahr 1953 habilitierte er sich mit der Schrift Experimentelle Untersuchungen über die Sensibilisierung gegen Blutgruppenantigene. Danach war er weiter in Bonn tätig und hielt als Privatdozent im Rahmen der Gerichtlichen Medizin unter anderem Vorlesungen über Die Blutgruppen des Menschen und Naturwissenschaft und Okkultismus.
Am 23. Mai 1953 heiratete er Wilhelmine Katharina Cohen (1927–2010), die später seine Bücher übersetzte. Der Ehe entstammten eine Tochter (* 1955) und ein Sohn (* 1961). Prokops Brüder waren der Sportmediziner Ludwig Josef Theodor Max Prokop (* 6. August 1920 in St. Pölten; † 28. Juli 2016) und Heinrich „Heinz“ Anselm Einhart Prokop (* 10. Jänner 1923 in St. Pölten; † 10. Februar 2000 in Kramsach). Der Handballtrainer Gunnar Prokop (* 11. Juli 1940 in St. Pölten) war ein Halbbruder Otto Prokops; ein Kind aus der zweiten Ehe des Vaters. Insgesamt gab es sieben Geschwister bzw. Halbgeschwister; fünf Buben und zwei Mädchen.
Ende 1956 folgte Prokop einem Ruf an die Humboldt-Universität in Ost-Berlin, um im Februar 1957 die Leitung des Instituts für Gerichtliche Medizin zu übernehmen. Die Stelle war seit dem Weggang von Victor Müller-Heß an die Freie Universität Berlin im Jahr 1949 unbesetzt. Prokop behielt die österreichische zusätzlich zur DDR-Staatsbürgerschaft, was ihm das Reisen ermöglichte.
Daneben nahm Prokop zeitweise die Aufgaben als Kommissarischer Direktor der Institute für Gerichtliche Medizin und Kriminalistik der Universitäten Leipzig und Halle (Saale) wahr. Weiterhin war er Direktor des Instituts für Blutspende- und Transfusionswesen in Berlin-Lichtenberg. Zu seinen umfangreichen Lehraufgaben gehörten unter anderem Vorlesungen für Studenten der Medizin, Zahnmedizin, Kriminalistik und Rechtswissenschaft, ferner die Ausbildung von Laborärzten, Chemikern sowie medizinischem, medizinisch-technischem und klinisch-chemischem Personal mit Schwerpunkt toxikologische Analyse und weiter die Ausbildung von Pathologie-Facharztkandidaten. Während der Zeit seines Wirkens hat Prokop in beiden deutschen Staaten maßgeblichen Einfluss auf den systematischen Ausbau der Gerichtlichen Medizin ausgeübt und eine eigene wissenschaftliche Schule aufgebaut. Auch auf den Gebieten der Blutgruppen- und Serumgruppenkunde, der Genetik und der Krebsforschung wirkte er erfolgreich. Unter seiner Leitung habilitierten sich etwa 25 Ärzte. Prokops Nachfolger wurde im September 1987, als er in Rente ging, sein langjähriger Schüler Gunther Geserick (* 1938). Im Ruhestand schrieb Prokop weiter an Büchern und Vorträgen, blieb international gefragt.

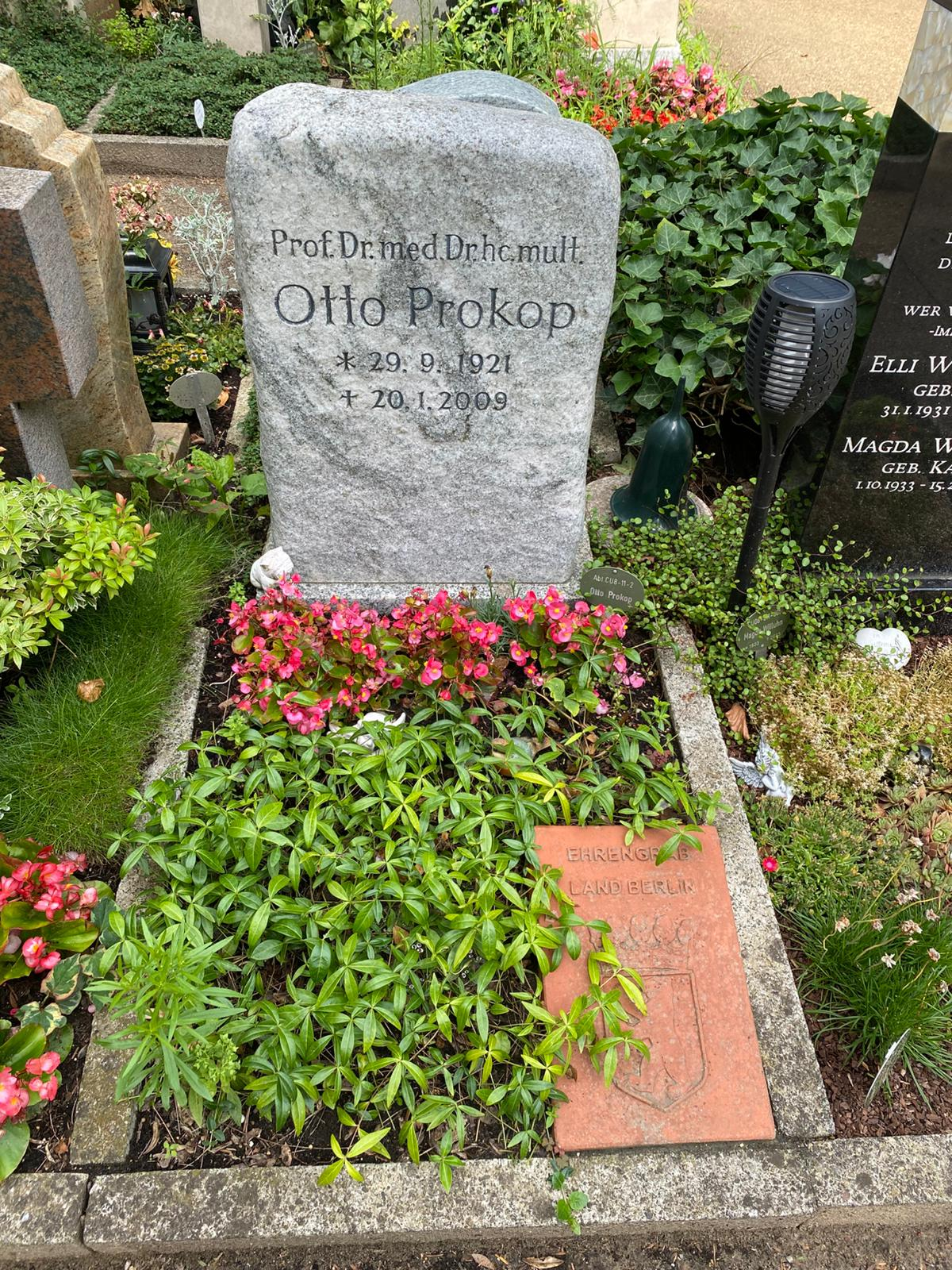
Grabstätte auf dem Dorotheenstädtischen Friedhof

Am 20. Januar 2009 starb Otto Prokop im Alter von 87 Jahren. Seine Urnen-Grabstätte befindet sich auf dem Dorotheenstädtischen Friedhof in Berlin.
Der Senat nahm Prokops Grab im Jahr 2018 in die Ehrengräber der Stadt Berlin auf.

## Wirken
Durch sein Wirken als Wissenschaftler, Hochschullehrer und Leiter des Ostberliner Institutes führte Prokop die deutsche Gerichtsmedizin zu nationaler und internationaler Anerkennung. Ein besonders bedeutsames Beispiel von Prokops Wirken war der Nachweis eines Fehlurteils des Landgerichts Offenburg, das den Fleischer Hans Hetzel im Jahr 1953 wegen Mordes zu lebenslangem Zuchthaus verurteilt hatte. Nachdem sich der Verurteilte und sein Verteidiger an den Zürcher Wissenschaftler Max Frei-Sulzer und an Otto Prokop gewandt hatten, konnte dieser – im Gegensatz zu dem vorher bestellten Gutachter Albert Ponsold, der sich lediglich auf Laienfotos gestützt hatte – durch exakte eigene Untersuchungen im Jahr 1969 ein Tötungsverbrechen ausschließen und damit die Unschuld Hetzels nachweisen. Dieser wurde daraufhin im Wiederaufnahmeverfahren freigesprochen, was große öffentliche Aufmerksamkeit erregte und Prokops Ansehen steigerte.
Sein wissenschaftliches Gesamtwerk umfasst etwa 600 Originalarbeiten und fast 500 größere Vorträge; diese lassen sich folgenden drei Schwerpunktthemen zuordnen:
- Pathologische Anatomie und gewaltsamer Tod,
- Forensische Serologie, Genetik und Spurenkunde,
- Arztrechtliche Fragen und naturwissenschaftliche Stellungnahmen gegen unwissenschaftliche Heilmethoden.

In letzterem Punkt führte Prokop in seinen Arbeiten und Vorträgen einen Kampf gegen Okkultismus und paramedizinische Praktiken. Er wirkte dabei als Torwächter, der unter anderem ein Überschwappen des Interesses für Parapsychologie in der Sowjetunion auf die DDR verhinderte. Als ausgesprochener Skeptiker wandte er sich ebenso wie gegen die Parapsychologie auch gegen Praktiken wie das Rutengehen, Okkultismus und para- oder alternativmedizinische Heilverfahren.
Auf den Gebieten der forensischen Serologie, Genetik und Spurenkunde hat Prokop als Initiator und Förderer experimenteller Arbeiten grundlegende Erkenntnisse über die postmortale Entstehung von Blausäure, zum Coup-Contre-coup-Mechanismus (vereinfacht: Hirnverletzung bei Schädelhirntrauma durch Stoßwellen), zur Todeszeitschätzung, zum Tod im Wasser, zur supravitalen Reaktion, zur Beschaffenheit von Schusswunden und zu der Stoffgruppe der Protectine geliefert.
Prokops Institut war u. a. verantwortlich für die Obduktionen der in der DDR angefallenen Todesopfer an der Berliner Mauer und der Toten aus den Berliner Gefängnissen des Ministeriums für Staatssicherheit (MfS) und des Innenministeriums. Daher unterhielt Prokop als Institutsleiter offizielle und enge Arbeitskontakte zum MfS. In dieser Zusammenarbeit trug er durch sein „schuldhaftes Schweigen“ dazu bei, dass es in der DDR gelang, gegenüber der Öffentlichkeit und den Angehörigen der Opfer Todesumstände zu vertuschen oder die Todesursachen zu verfälschen. Der Minister für Staatssicherheit, Erich Mielke, zeichnete Prokop 1975 für sein „kameradschaftliches“ und „vorbildliches“ Zusammenwirken mit dem Kampforden „Für Verdienste um Volk und Vaterland“ in Gold aus.
Er führte etwa 45.000 Sektionen durch.

## Mitgliedschaften und Auszeichnungen
Prokop war Vorsitzender der Facharzt-Prüfungskommission und gehörte dem Rat für Medizinische Wissenschaft beim Minister für Gesundheitswesen der DDR an. 1967 gehörte er zu den Gründungsmitgliedern der Gesellschaft der Gerichtlichen Medizin der DDR und war auch ihr Vorsitzender. Er war Mitherausgeber der Zeitschrift für Rechtsmedizin, Mitglied der Deutschen Akademie der Naturforscher Leopoldina, Ehrendoktor und Ehrenprofessor der Universität Leipzig, Universität der Wissenschaften Szeged und der Teikyo University Tokyo sowie Ehrenmitglied oder korrespondierendes Mitglied in 20 in- und ausländischen Fachgesellschaften. Am 11. Juni 1964 wurde er zum Mitglied der Akademie der Wissenschaften zu Berlin (ab 1972 Akademie der Wissenschaften der DDR), die 1992 in der Berlin-Brandenburgischen Akademie der Wissenschaften aufgegangen ist, gewählt und mit 18. Juni 1964 in dieser Funktion bestätigt. Prokop bewahrte sich immer seine persönliche Unabhängigkeit, gab weltanschaulichen Zwängen nicht nach und war nie Mitglied einer politischen Partei.
1961 erhielt er einen Nationalpreis der DDR II. Klasse, gefolgt vom Nationalpreis der DDR I. Klasse für Wissenschaft und Technik im Jahr 1981. Im Jahr 2002 erhielt er den Konrad-Händel-Preis der Deutschen Gesellschaft für Rechtsmedizin. Die genannte Gesellschaft verweigerte Prokop allerdings in einem ersten Antrag die Ehrenmitgliedschaft, was in der Folge dann beschlossen wurde.
Anlässlich des 1. Mai 1975 wurde Prokop mit dem Vaterländischen Verdienstorden in Gold geehrt.
Seit 1981 war er Ehrenmitglied der Deutschen Gesellschaft für Hämatologie und Medizinische Onkologie.

## Sonstiges
In der 2021 im Ersten ausgestrahlten dritten Staffel der TV-Serie Charité wird Otto Prokop von Philipp Hochmair dargestellt. Der MDR widmete Prokop eine Biografie.

## Publikationen (Auswahl)
- 1960: Lehrbuch der gerichtlichen Medizin (bzw. Forensische Medizin)
- 1963: Waldemar Weimann und Otto Prokop: Bildatlas der gerichtlichen Medizin (Atlas der gerichtlichen Medizin), Verl. Volk u. Gesundheit, Berlin.
- 1963/1969: Otto Prokop und Gerhard Uhlenbruck: Lehrbuch der menschlichen Blut- und Serumgruppen. VEB Georg Thieme, Leipzig 1963, 636 Seiten (2. verb. u. erw. Aufl.: Thieme VEB; verb. u. erw. Aufl., engl.: Human Blood and Serum Groups, translated J L Raven. London: Maclaren & Co 1969)
- 1964: als Hrsg. und mit Beiträgen in: Medizinischer Okkultismus. Paramedizin. 2. Aufl. Stuttgart.
- 1973/1990: Wolfgang Reimann und Otto Prokop Vademecum Gerichtsmedizin (1973, 5. Auflage 1990 mit Gunther Geserick)
- 1974: Genetik erblicher Syndrome und Mißbildungen (bzw. Wörterbuch für die genetische Familienberatung)
- 1985: Otto Prokop, Wolf Wimmer: Wünschelrute, Erdstrahlen, Radiästhesie, 3. Auflage, Enke, Stuttgart, ISBN 3-432-84473-5.
- 1987: Oepen, Irmgard & Prokop, Otto (Hrsg.): Außenseitermethoden in der Medizin, Wissenschaftliche Buchgesellschaft, Darmstadt, ISBN 3-534-01736-6
- 1990: Ludwig Prokop, Otto Prokop, Heinz Prokop: Grenzen der Toleranz in der Medizin. Verlag Gesundheit, Berlin, ISBN 3-333-00487-9.
- 1990: Scheintod zwischen Glauben und Wirklichkeit. In: Tankred Koch: Lebendig begraben. Geschichte und Geschichten vom Scheintod. Edition Leipzig, ISBN 3-361-00299-0; Neudruck (Lizenzausgabe mit dem Titel Scheintod. Lebendig begraben) Tosa Verlag, Wien 2002, S. 10–30.
- 1995: Homöopathie: was leistet sie wirklich? Ullstein, Frankfurt/M.; Berlin, ISBN 3-548-35521-8.
- 1996: Thomas Grimm (Hrsg.): Mozarts Tod und die großen Schwindel. Medizin und Mord. Erlebnisse eines Gerichtsmediziners. Frankfurter Oder-Edition, Frankfurt (Oder), ISBN 3-930842-21-1.
- Regine Witkowski, Otto Prokop, Eva Ullrich, Gundula Thiel: Lexikon der Syndrome und Fehlbildungen: Ursachen, Genetik, Risiken. Springer, 2003, ISBN 3-540-44305-3
- 2006: Wolf Wimmer, Otto Prokop: Der moderne Okkultismus: Parapsychologie und Paramedizin; Magie und Wissenschaft im 20. Jahrhundert. Elsevier, München, ISBN 3-938478-97-7.